# 全日本FJ1300選手権
全日本FJ1300選手権（ぜんにほんエフジェイせんさんびゃくせんしゅけん）は、かつて日本で開催されていた自動車レースの一カテゴリー。いわゆるジュニア・フォーミュラの一つである。

## 概要
日本自動車連盟（JAF）は1973年にフォーミュラレース振興策を打ち出した。フォーミュラカーレースの国内トップカテゴリーとして全日本F2000選手権を新設。同時に、ヨーロッパにおけるフォーミュラ・フォードのような入門者用フォーミュラとしてFL500、全日本FJ360選手権が新設された。FL500/FJ360からステップアップする者のための中間のカテゴリとして、全日本FJ1300選手権が設けられた。
FJ1300は、F2000と混走するレースなども設け、一時期は多くの参戦チームがあった。しかし1974年以降は特に日産ワークス系のF2000トップランカーがFJ1300に参戦しチャンピオンを獲得することが3年間連続し、エンジンチューナーの松浦賢から「登龍門クラスとしてあるべきFJ1300に、F2000でも勝っているワークスドライバーが出て優勝を持っていくのは何か違うんじゃないか」と疑問を呈していた。JAF側も検討した結果、1977年よりF2000と富士グランチャンピオンレースで5位以内に入賞経験がある者はFJ1300にエントリーできないとするベテランドライバーの掛け持ち参戦規制を作った。この制度の導入により同年はベテランではなくFJ1300参戦初年度でF2000とダブルエントリーしていた中嶋悟がFJ1300で7戦7勝しチャンピオンとなったが、掛け持ち参戦規制により参戦台数が減り、1978年を最後にFJ1300選手権は終了した。
その後、1979年からは後継クラスとして「日本F3チャレンジカップ」（後の全日本F3選手権）が作られ、1980年からは一つ下の入門者カテゴリーとしてFJ1600が開始され再編された。

## マシンについて
エンジンはカテゴリー発足時から当時のファミリーカーの標準的なエンジンだった排気量1.3Lのエンジンが使用された。中でも日産のサニーやチェリーなどが一大勢力を築き、特に東名自動車（現・東名パワード）がチューニングを手掛けたA12型が優位に立っていた。他には無限のMF318（ホンダ・シビック用がベース）や三菱（コルト/ランサー）などが参戦していた。
シャシーは、初期にはブラバム/マーチ等の輸入シャシーも多く使われたが、後にノバ・エンジニアリングやベルコ（鈴木板金）、コジマエンジニアリングなどの国産シャシーが主流になった。

## 歴代チャンピオン
| 年     | チャンピオン | 使用車両                   |
| ------ | ------------ | -------------------------- |
| 1973年 | 真田睦明     | ベルコ・98A                |
| 1974年 | 長谷見昌弘   | KE・733 サニー             |
| 1975年 | 長谷見昌弘   | KE・753 日産・サニー       |
| 1976年 | 星野一義     | マーチ・733 日産・チェリー |
| 1977年 | 中嶋悟       | ノバ・513                  |
| 1978年 | 中本憲吾     | マーチ・743                |